# رضوان عاصف
رضوان عاصف (انگلیسی: Rizwan Asif؛ زادهٔ ۸ ژانویهٔ ۱۹۹۰) بازیکن فوتبال اهل پاکستان است.
وی همچنین در تیم‌های ملی فوتبال زیر ۲۳ سال پاکستان و پاکستان بازی کرده است.